# 佩德罗穆尼奥斯
佩德罗穆尼奥斯，是西班牙卡斯蒂利亚-拉曼恰雷阿尔城省的一个市镇。 总面积101平方公里，总人口7310人（2001年），人口密度72人/平方公里。